# Zbyszko Trzeciakowski
Zbyszko Trzeciakowski (ur. 1957 w Poznaniu, zm. w 2006) – polski twórca multimediów, performer, fotograf, akcjonista i happener z grupy tzw. "artystów radykalnych".

## Życiorys
Syn Marii i Lecha Trzeciakowskich.
Absolwent Akademii Sztuk Pięknych w Poznaniu. Był wykładowcą tej uczelni w Pracowni Fotografii Komputerowej. Współtworzył w Łodzi w stanie wojennym festiwale sztuki niezależnej: Strych i Nieme Kino. Związany z wieloma nurtami kultury alternatywnej lat 60., 70. i 90.
W czasie stanu wojennego był działaczem tajnych struktur zdelegalizowanej „Solidarności”. 
W latach 80. w Poznaniu jednoosobowo tworzył radykalne akcje artystyczne, które zagrażały jego życiu. Dokonywał ich rejestracji na taśmie wideo (jedne z pierwszych w Polsce). Od 1981 roku tworzył instalacje z udziałem planet i gwiazd. W 1981 roku rozpoczął rejestrowanie fotograficzne rysunków przestrzennych światłem. Od 1985 roku pracuje nad konstrukcjami optycznymi i mechanicznymi aparatów do zdjęć anamorficznych, jak i nad anamorfozami. Od połowy lat 80. opracowuje fotograficzne anaglify i rozmaite stereogramy. W latach 90. opracował abstrakcyjne przestrzenne modele kolorystyczne. W 1993 roku zaprezentował jeden z nich, oparty na graniastosłupie foremnym o podstawie trójkąta.
Rzadko prezentował swe prace, z reguły z dala od oficjalnych centrów wystawienniczych. Wyjątki stanowiły prezentacje m.in. w CSW Inner Spaces (1995) i na Festiwalach Fotografii w Poznaniu - gdzie pełnił też rolę kuratora.